# Distrito Residencial de East Jefferson Avenue
El Distrito Residencial de East Jefferson Avenue en Detroit, la ciudad más poblada del estado de Míchigan, incluye un Recurso Temático (TR) compuesto por varias propiedades que fue incluida desde 9 de octubre de 1985 en el Registro Nacional de Lugares Históricos. Lo componen edificios residenciales unifamiliares y de unidades construidos entre 1835 y 1931. Está ubicado en el lado oriental de la ciudad, hacia el río Detroit.

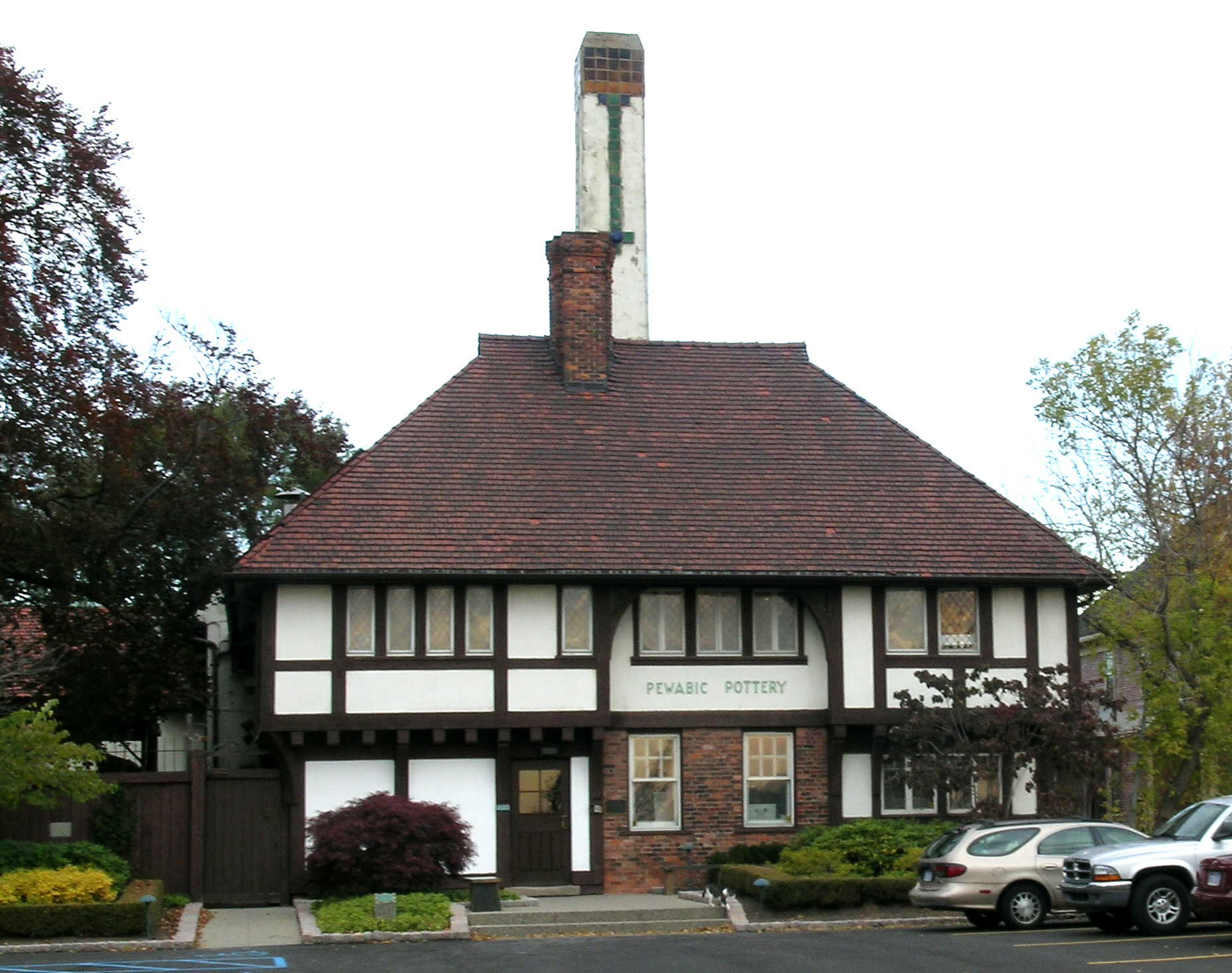
El Museo de Cerámica Pewabic es un Monumento Histórico Nacional a lo largo de la avenida East Jefferson.

La carretera que ahora es East Jefferson Avenue existió desde los primeros días de Detroit. Entonces conocido como el "River Road", corría paralela al río Detroit y conectaba las granjas de cinta francesas con la calle Ste. Anne en el corazón de Detroit. Tras el incendio de 1805, el juez Augustus Woodward diseñó un nuevo plan para la ciudad, ampliando Ste. Anne y renombrándola (junto con la conexión River Road) avenida Jefferson en honor a Thomas Jefferson.
Jefferson se convirtió rápidamente en el principalnexo comercial de Detroit; en 1820, más de la mitad de los negocios de la ciudad estaban ubicados en la avenida. Además, muchos residentes prominentes de Detroit de la época vivían a lo largo de Jefferson, incluidos Charles Christopher Trowbridge, William Hull, Solomon Sibley, John R. Williams, Antoine Dequindre, Joseph Campau, Oliver Newberry y Oliver Miller.  A medida que Detroit creció y los servicios de la ciudad se expandieron, Jefferson fue una de las primeras calles en obtener nuevas instalaciones, consiguiendo tuberías de agua de hierro en 1838, una línea de autobús tirada por caballos en 1847, un ferrocarril tirado por caballos en 1863, iluminación de arco eléctrico en 1883 y pavimento de asfalto en 1892.
Tras la Guerra de Secesión, muchos ciudadanos de Detroit recientemente prósperos construyeron casas prestigiosas a lo largo de Jefferson en una variedad de estilos arquitectónicos populares, incluido neogótico, románico richardsoniano, Reina Ana e italianizante.

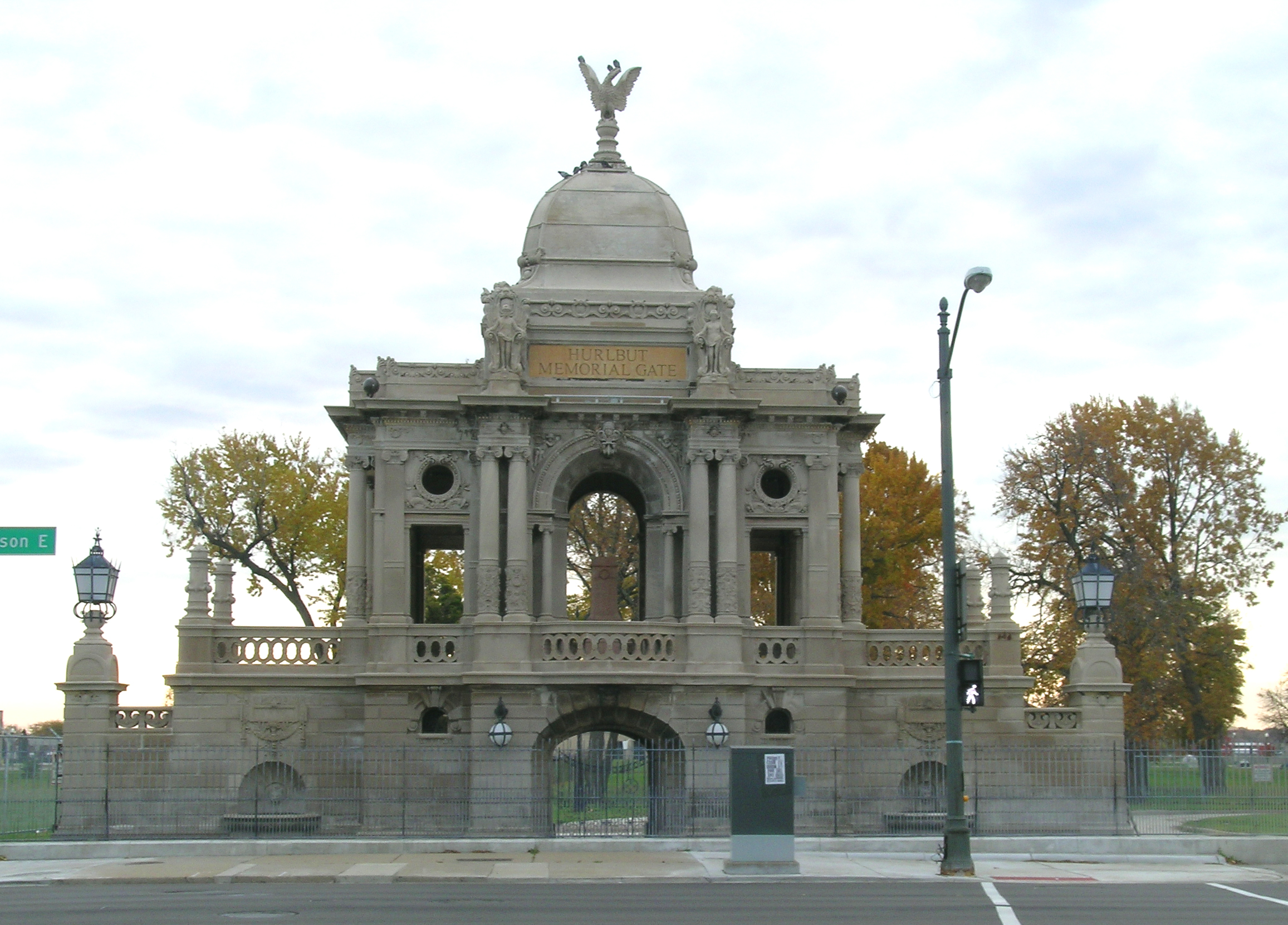
La Puerta conmemorativa Hurlbut (1894) en East Jefferson con el bulevar Cadillac

A medida que el siglo XIX llegaba a su fin y comenzaba el siglo XX, el área alrededor de Jefferson Avenue se industrializó más. Los residentes adinerados, impulsados por la disponibilidad de líneas de tranvías (y más tarde, los automóviles), se alejaron del centro de la ciudad, dejando atrás la avenida Jefferson. Sin embargo, la economía local en auge y la afluencia de nuevos residentes en la década de 1910 estimularon la demanda de nuevas viviendas. East Jefferson Avenue se convirtió en el epicentro de los nuevos edificios de apartamentos de lujo, construidos especialmente en las décadas de 1920 y 1930.
Después de la Segunda Guerra Mundial, East Jefferson se volvió más comercial con la introducción de estructuras comerciales modernas. Sin embargo, East Jefferson contiene grupos de estructuras históricas preservadas.

## Arquitectura
El recurso temático incluye veintiocho estructuras de importancia arquitectónica e histórica, que se extienden a lo largo de una sección escénica de tres millas de East Jefferson Avenue que comienza justo al este del centro de Detroit. Cada una de las estructuras incluidas son, de alguna manera, representativas de la arquitectura de "alto estilo" de la época. Las estructuras enumeradas tienen un alto grado de integridad arquitectónica, y la alteración del edificio se limita principalmente a remodelaciones o adiciones interiores; en todos los edificios, la fachada de Jefferson Avenue permanece sustancialmente intacta. Cuatro de las estructuras históricas a lo largo de East Jefferson que figuran en el TR han sido demolidas después de su incorporación al Registro.
Las estructuras inclusivamente son como sigue:
| Nombre                     | Imagen | Dirección                  | Año        | Arquitecto               | Notas |
| -------------------------- | ------ | -------------------------- | ---------- | ------------------------ | ----- |
| Alden Park Towers          |        | 8100 East Jefferson Avenue | 1923       | Edwin Rorke              | [ 4 ] |
| Casa John N. Bagley        |        | 2921 East Jefferson Avenue | 1889       | Rogers and MacFarlane    | [ 4 ] |
| Joseph Campau House        |        | 2910 East Jefferson Avenue | 1835       | Desconocido              |       |
| Garden Court Apartments    |        | 2900 East Jefferson Avenue | 1915       | Albert Kahn              |       |
| Hibbard Apartment Building |        | 8905 East Jefferson Avenue | 1924       | Robert O. Derrick        |       |
| The Kean                   |        | 8925 East Jefferson Avenue | 1931       | Charles Noble            |       |
| Manchester Apartments      |        | 2016 East Jefferson Avenue | 1915       | Desconocido              |       |
| The Palms                  |        | 1001 East Jefferson Avenue | 1903       | Albert Kahn              |       |
| Casa Arthur M. Parker      |        | 8115 East Jefferson Avenue | 1901       | Malcomson & Higginbotham |       |
| Pasadena Apartments        |        | 2170 East Jefferson Avenue | 1902       | Mortimer L. Smith & Sons |       |
| Somerset Apartments        |        | 1523 East Jefferson Avenue | 1922       | Desconocido              |       |
| Frederick K. Stearns House |        | 8109 East Jefferson Avenue | 1902       | Stratton & Baldwin       |       |
| Casa William H. Wells      |        | 2931 East Jefferson Avenue | 1889       | William Henry Miller     |       |
| The Whittier               |        | 415 Burns Drive            | 1922, 1926 | Charles N. Agree         |       |

Además, las siguientes nueve estructuras residenciales se incluyeron previamente en el NRHP, ya sea individualmente o como parte de un distrito histórico: 
| Nombre                      | Imagen | Dirección                  | Año  | Arquitecto         | Notas                                            |
| --------------------------- | ------ | -------------------------- | ---- | ------------------ | ------------------------------------------------ |
| Casa Croul-Palms            |        | 1394 East Jefferson Avenue | 1881 | William Scott      |                                                  |
| Casa Thomas A. Parker       |        | 975 East Jefferson Avenue  | 1868 | Gordon W. Lloyd    |                                                  |
| Casa Charles C. Trowbridge  |        | 1380 East Jefferson Avenue | 1826 | Desconocido        | Edificio más antiguo que se conserva en Detroit. |
| Casa Moross                 |        | 1460 East Jefferson Avenue | 1855 | Christopher Moross |                                                  |
| Casa Edwin Nelson           |        | 8311 East Jefferson Avenue |      |                    | Parte del Distrito Histórico de Indian Village   |
| Casa James Hamilton         |        | 8325 East Jefferson Avenue | 1902 | Stratton & Baldwin | Parte del Distrito Histórico de Indian Village   |
| Casa William F. Harris      |        | 8335 East Jefferson Avenue |      |                    | Parte del Distrito Histórico de Indian Village   |
| Casa Mary S. Smith          |        | 8445 East Jefferson Avenue |      |                    | Parte del Distrito Histórico de Indian Village   |
| Casa James Burgess Book Jr. |        | 8469 East Jefferson Avenue | 1911 | Louis Kamper       | Parte del Distrito Histórico de Indian Village   |

## Importancia
Las estructuras en este Recurso Temático varían mucho en estilo, construcción, y uso, pero todos están relacionados por el tema común de desarrollo residencial y naturaleza de clase alta general. Cada cual de las estructuras inclusivamente son, en alguna manera, representante de la "arquitectura de estilo" alta del periodo. Las estructuras están divididas a cuatro grupos, según su uso original y fecha de construcción.
El primer grupo incluye las residencias unifamiliares construidas por ciudadanos prominentes de Detroit antes de la Guerra Civil. Este grupo incluye la casa Joseph Campau (1835) y la casa Alexander Chene (1855) enumeradas en este TR, así como la casa Charles Trowbridge (1826) y la casa Moross (1855), ambas incluidas en el NRHP en una fecha anterior.. Estas estructuras se distinguen por su apariencia relativamente modesta, aunque en el momento de su construcción eran viviendas de moda que albergaban a destacados ciudadanos de Detroit.
El segundo grupo incluye las residencias unifamiliares construidas por los ricos habitantes de Detroit en la última parte del siglo XIX y principios del siglo XX. Este grupo incluye la casa John N. Bagley (1889), la casa William H. Wells (1889), la casa Franklin H. Walker (1896), la casa Arthur M. Parker (1901) y la casa Frederick K. Stearns. (1902), todos enumerados en este TR, así como la casa Thomas A. Parker (1868), la casa Croul-Palms (1881) y las casas en el Distrito Histórico de Indian Village que se enumeraron en el NRHP en una fecha anterior.. Estas estructuras diseñadas por arquitectos se distinguen por su construcción costosa y elaborada y ejemplificación de los estilos arquitectónicos populares.
El tercer grupo incluye los edificios de apartamentos de lujo a gran escala construidos a principios del siglo XX. Estos grandes y lujosos edificios de apartamentos fueron las primeras estructuras de unidades múltiples en hacer incursiones en el vecindario residencial de East Jefferson previamente exclusivo para una sola familia, con Pasadena Apartments (1902) y The Palms (1903) como los primeros ejemplos. Los edificios de apartamentos más grandes continuaron construyéndose a lo largo de Jefferson, con los apartamentos Garden Court mucho más grandes (1915), el Hotel Whittier (1922/1926) y las Torres Alden Park (1922) construidas durante las siguientes dos décadas, y The Kean ( 1931) construido justo cuando la Gran Depresión detuvo la construcción durante años. Estas estructuras se distinguen por su tamaño relativamente grande y sus apartamentos lujosos y (originalmente) de tamaño considerable.
El cuarto grupo incluye los edificios de apartamentos de menor escala más modestos (pero aún bien equipados) construidos en las décadas de 1910 y 1920 para atender a más inquilinos de clase media alta, como trabajadores y profesionales de empresas de automóviles. Este grupo incluye los apartamentos Manchester (1915), Jefferson Hall (1916), los apartamentos Ponchartrain (1920), los apartamentos Chateau Frontenac (1925), los Somerset Apartments (1922) y el Hibbard Apartment Building (1924). Estas estructuras se distinguen por sus habitaciones de menor escala y menos bien equipadas, pero aún de alta calidad.